# Torneo de Montevideo

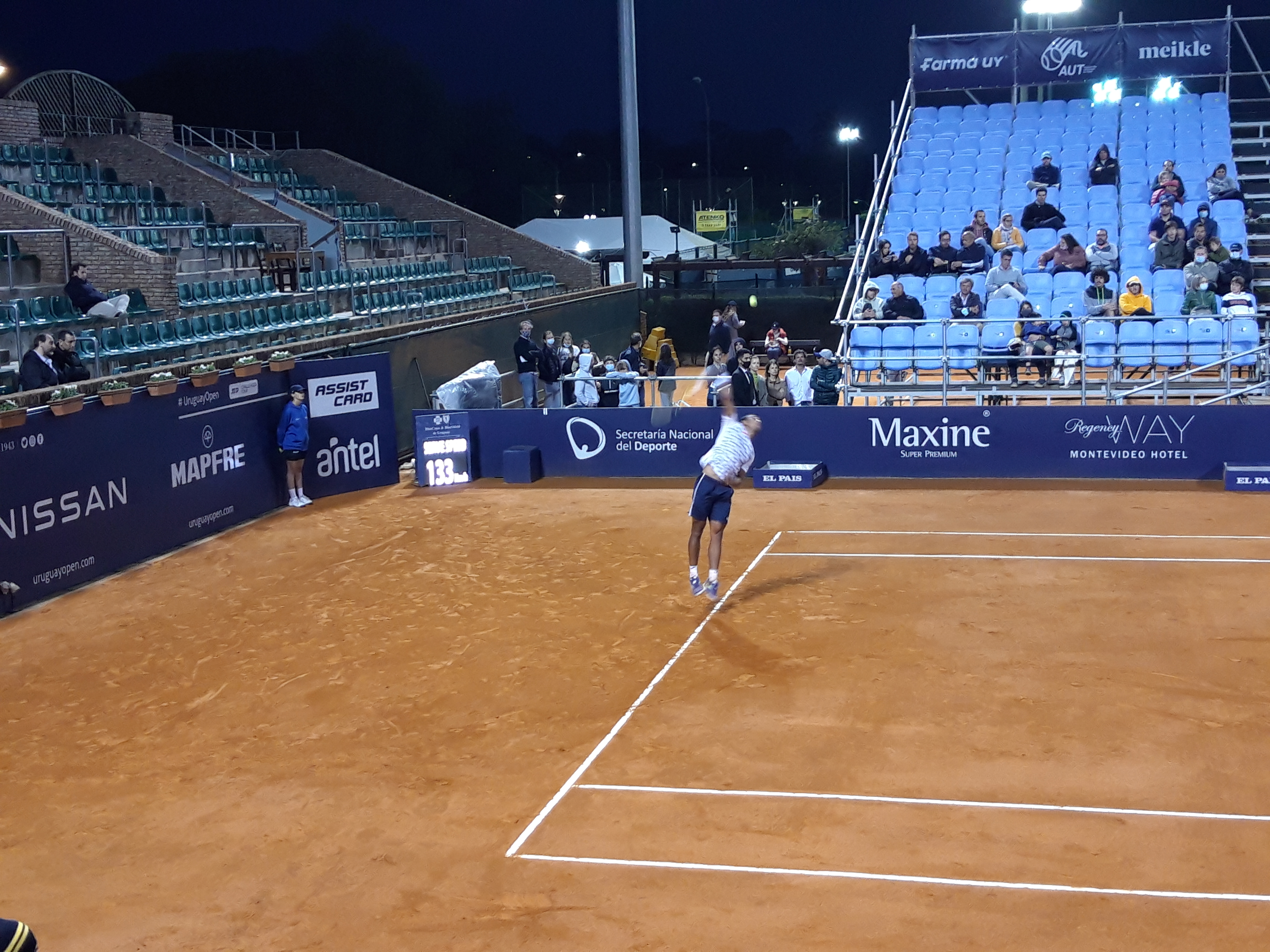
Hugo Dellien, campeón individual en 2021

El Torneo de Montevideo es un torneo de tenis que se disputa en la ciudad de Montevideo, Uruguay sobre una superficie de polvo de ladrillo. Es el único torneo de ATP desde la aparición de la Era Abierta jugado en Uruguay; perteneció al ATP World Tour 250 en los años 1994 y 1995. El torneo se disputaba en la misma semana en que se llevaba a cabo el Masters de París.
A partir de 1998 el torneo profesional vuelve al Carrasco Lawn Tennis Club pero se realiza como parte de ATP Challenger Series y luego de 2008 como parte del ATP Challenger Tour.
En esta etapa como torneo challenger recibió el nombre de Copa Ericsson desde el año 1998 hasta el 2001. Posteriormente se volvió a disputar a partir del año 2005 como Copa Petrobras. A partir del año 2011 es conocido como Uruguay Open.

## Campeones vigentes
- En singles, el argentino Genaro Olivieri
- En dobles, los actuales campeones son los polacos  Karol Drzewiecki y Piotr Matuszewski

## Palmarés como Torneo ATP World Tour 250

### Individuales
| Año  | Campeón             | Finalista           | Resultado |
| ---- | ------------------- | ------------------- | --------- |
| 1994 | Alberto Berasategui | Francisco Clavet    | 6–4, 6–0  |
| 1995 | Bohdan Ulihrach     | Alberto Berasategui | 6–2, 6–3  |

### Dobles
| Año  | Campeón                             | Finalista                           | Resultado     |
| ---- | ----------------------------------- | ----------------------------------- | ------------- |
| 1994 | Marcelo Filippini Luiz Mattar       | Sergio Casal Emilio Sánchez Vicario | 7–6, 6–4      |
| 1995 | Sergio Casal Emilio Sánchez Vicario | Jiří Novák David Rikl               | 2–6, 7–6, 7–6 |

## Palmarés como Torneo Challenger

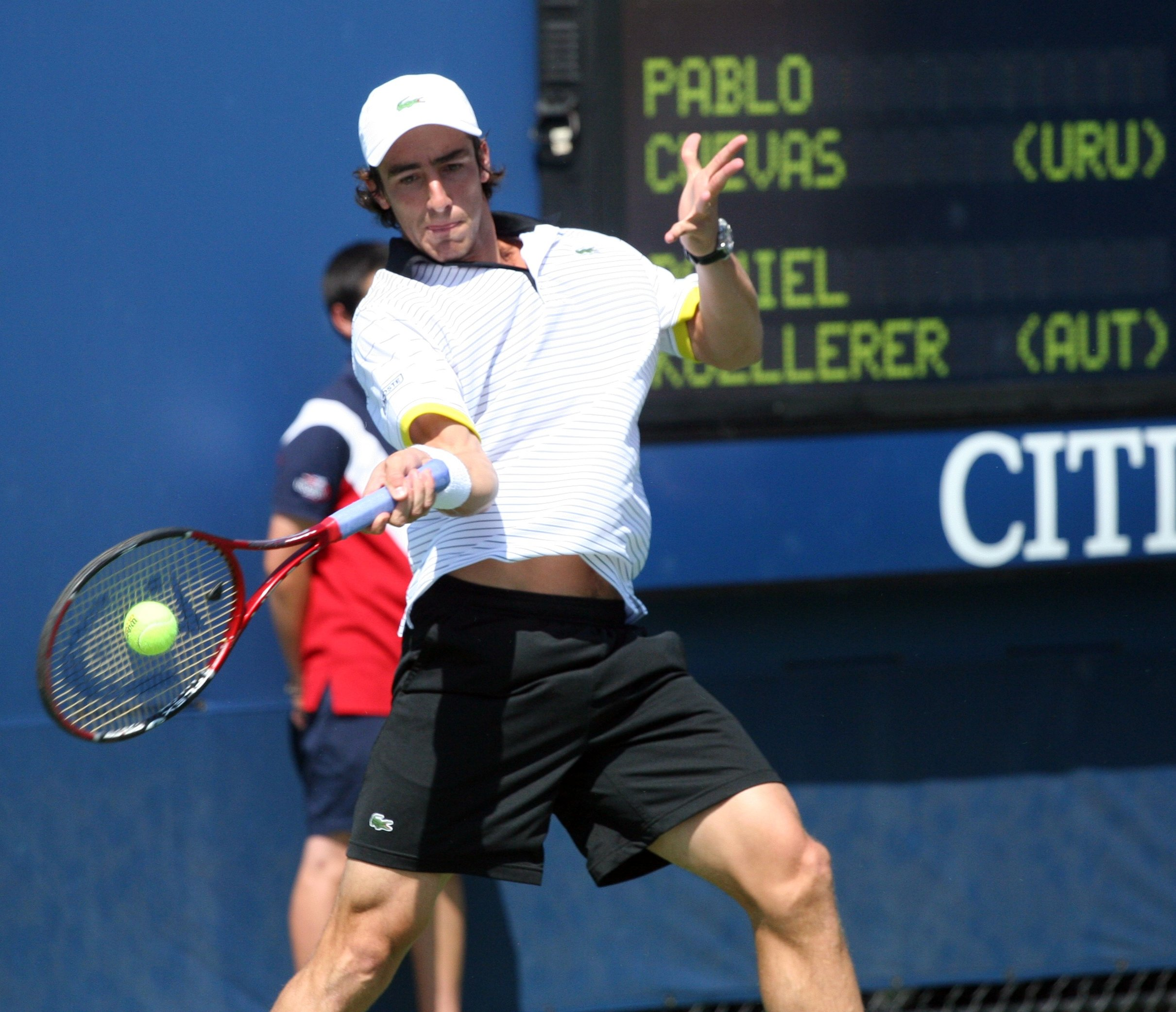
El uruguayo Pablo Cuevas, único jugador local ganador del torneo. Lo hizo en 2009, derrotando en la final al ecuatoriano Nicolás Lapentti y en 2014 tras derrotar al boliviano Hugo Dellien.
También fue campeón de dobles en 2007 junto al peruano Luis Horna y en 2013 y 2014 junto a su hermano Martín Cuevas.

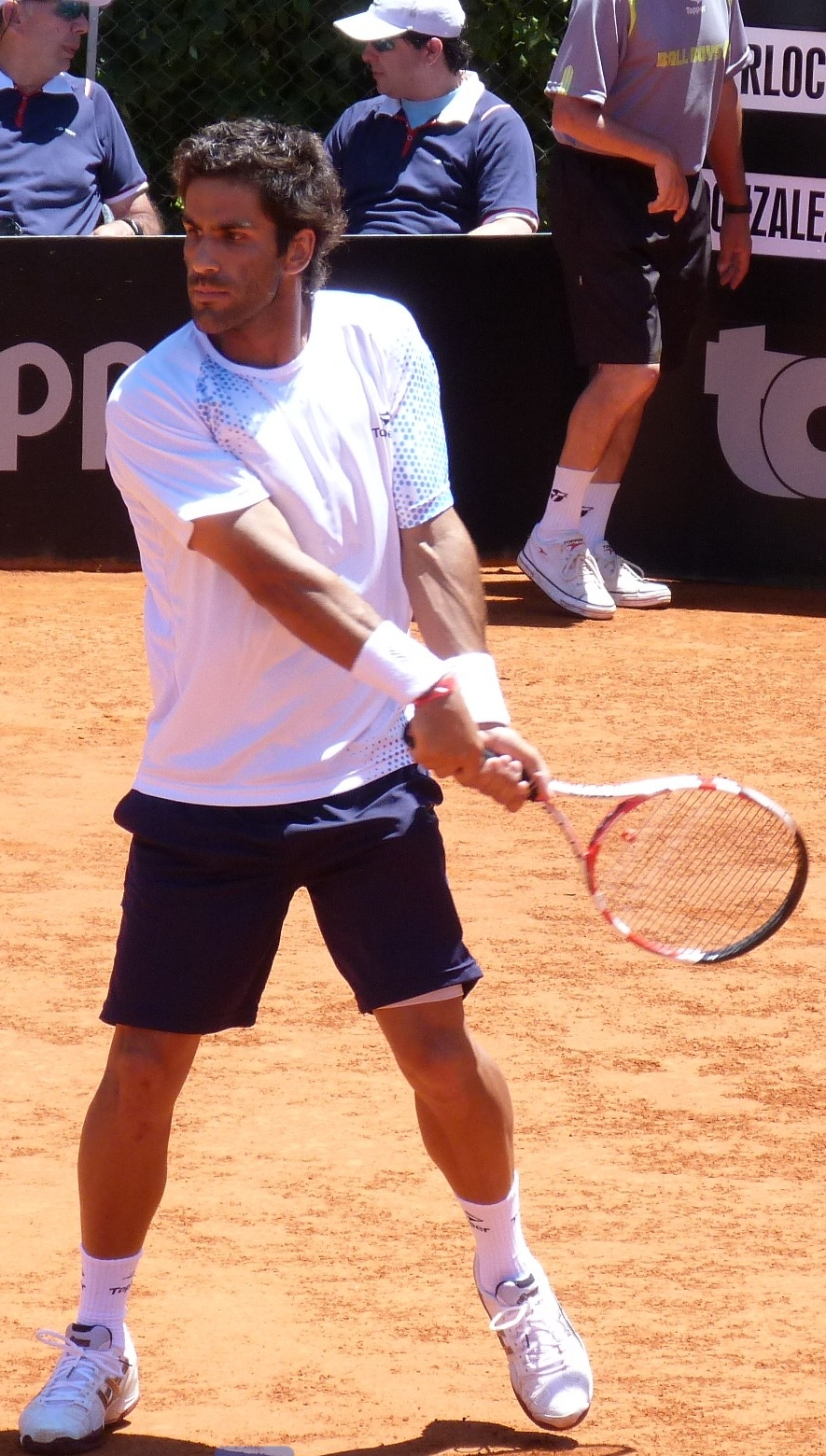
El jugador argentino Máximo González disputó 4 finales en el torneo, 2 en individuales, siendo campeón en 2010 y finalista en 2009, y otras 2 finales en modalidad dobles, siendo campeón en 2006 y finalista en 2010

### Individuales
| Año  | Campeón               | Finalista               | Resultado           |
| ---- | --------------------- | ----------------------- | ------------------- |
| 1998 | Eduardo Médica        | Christian Ruud          | 6–4, 6–4            |
| 1999 | Karim Alami           | Galo Blanco             | 6–3, 6–1            |
| 2000 | Guillermo Coria       | José Acasuso            | 6–3, 6–7(9), 6–2    |
| 2001 | David Nalbandian      | Fernando González       | 6–2, 3–6, 6–3       |
| 2005 | Juan Martín del Potro | Boris Pašanski          | 6-3, 2-6, 7-6(3)    |
| 2006 | Guillermo Cañas       | Nicolás Lapentti        | 2-6, 6-3, 7-6(3)    |
| 2007 | Santiago Ventura      | Marcel Granollers       | 4-6, 6-0, 6-4       |
| 2008 | Peter Luczak          | Nicolás Massú           | Walk Over           |
| 2009 | Pablo Cuevas          | Nicolás Lapentti        | 7-5, 6-1            |
| 2010 | Máximo González       | Pablo Cuevas            | 1-6, 6-3, 6-4       |
| 2011 | Carlos Berlocq        | Máximo González         | 6-2, 7-5            |
| 2012 | Horacio Zeballos      | Julian Reister          | 6–3, 6–2            |
| 2013 | Thomaz Bellucci       | Diego Schwartzman       | 6-4, 6-4            |
| 2014 | Pablo Cuevas          | Hugo Dellien            | 6-2, 6-4            |
| 2015 | Guido Pella           | Íñigo Cervantes         | 7–5, 2–6, 6–4       |
| 2016 | Diego Schwartzman     | Rogério Dutra Silva     | 6–4, 6–1            |
| 2017 | Pablo Cuevas          | Gastão Elias            | 6-4, 6-3            |
| 2018 | Guido Pella           | Carlos Berlocq          | 6-3, 3-6, 6-1       |
| 2019 | Jaume Munar           | Federico Delbonis       | 7-5, 6-2            |
| 2020 | No se disputó         | No se disputó           | No se disputó       |
| 2021 | Hugo Dellien          | Juan Ignacio Lóndero    | 6–0, 6–1            |
| 2022 | Genaro Olivieri       | Tomás Martín Etcheverry | 6–7(3), 7–6(5), 6-3 |
| 2023 | Facundo Díaz Acosta   | Thiago Monteiro         | 6–3, 4–3 ret.       |
| 2024 | Tristan Boyer         | Hugo Dellien            | 6–2, 6–4            |

### Dobles
| Año         | Campeón                                | Finalista                                  | Resultado           |
| ----------- | -------------------------------------- | ------------------------------------------ | ------------------- |
| 1998        | Francisco Cabello Agustín Calleri      | Paulo Taicher Cristiano Testa              | 6–4, 6–4            |
| 1999        | Pablo Albano Martín Alberto García     | Diego del Río Daniel Orsanic               | 6–2, 6–3            |
| 2000        | Lucas Arnold Ker Gastón Etlis          | Joan Balcells Germán Puentes               | 6–4, 6–4            |
| 2001        | Diego del Río Martín Vassallo Argüello | Gastón Etlis Mariano Hood                  | WalkOver            |
| 2002 - 2004 | No se disputó                          | No se disputó                              | No se disputó       |
| 2005        | Brian Dabul Damián Patriarca           | Daniel Köllerer Oliver Marach              | 6-0, 6-4            |
| 2006        | Máximo González Sergio Roitman         | Guillermo Cañas Martín Alberto García      | 6–3, 7–6            |
| 2007        | Pablo Cuevas (1) Luis Horna            | Marcel Granollers Santiago Ventura         | WalkOver            |
| 2008        | Franco Ferreiro Flavio Saretta         | Daniel Gimeno-Traver Rúben Ramírez Hidalgo | 6–3, 6–2            |
| 2009        | Juan Pablo Brzezicki David Marrero     | Pablo Cuevas Martín Cuevas                 | 6-4, 6-4            |
| 2010        | Carlos Berlocq Brian Dabul             | Máximo González Sebastián Prieto           | 7-5, 6-3            |
| 2011        | Nikola Ćirić Goran Tošić               | Marcel Felder Diego Schwartzman            | 7–6(7–5), 7–6(7–4)  |
| 2012        | Nikola Mektić Antonio Veic             | Blaž Kavčič Franco Škugor                  | 6–3, 5–7, [10–7]    |
| 2013        | Martín Cuevas Pablo Cuevas (2)         | André Ghem Rogerio Dutra da Silva          | WalkOver            |
| 2014        | Pablo Cuevas Martín Cuevas             | Nicolás Jarry Gonzalo Lama                 | 6-2, 6-4            |
| 2015        | Andrej Martin Hans Podlipnik           | Marcelo Demoliner Gastão Elias             | 6–4, 3–6, [10–6]    |
| 2016        | Andrés Molteni Diego Schwartzman       | Fabiano de Paula Christian Garin           | WalkOver            |
| 2017        | Romain Arneodo Fernando Romboli        | Ariel Behar Fabiano De Paula               | 2-6 , 6-4 [10– 8]   |
| 2018        | Guido Andreozzi Guillermo Durán        | Andrés Molteni Facundo Bagnis              | 7-6(5), 6-4         |
| 2019        | Andrés Molteni Facundo Bagnis          | Orlando Luz Rafael Matos                   | 4-6, 7-5, [12-10]   |
| 2020        | No se disputó                          | No se disputó                              | No se disputó       |
| 2021        | Rafael Matos Felipe Meligeni Alves     | Ignacio Carou Luciano Darderi              | 6–4, 6–4            |
| 2022        | Karol Drzewiecki Piotr Matuszewski     | Facundo Díaz Acosta Luis Martinez          | 6–4, 6–4            |
| 2023        | Guido Andreozzi Guillermo Durán        | Boris Arias Federico Zeballos              | 2–6, 7–6(2), [10–8] |
| 2024        | Guido Andreozzi Orlando Luz            | Mariano Kestelboim Franco Roncadelli       | 4–6, 6–3, [10–8]    |